# شلاوتر ۶۳۵۰
سیارک ۶۳۵۰ (به انگلیسی: 6350 Schluter، نامگذاری:3526P-L) شش هزار و سیصد و پنجاهمین سیارک کشف شده‌است که در ۱۷ اکتبر ۱۹۶۰ کشف شد.
قدر مطلق سیارک برابر ۱۱٫۶۰ است.